# Sudley
Sudley és una concentració de població designada pel cens dels Estats Units a l'estat de Virgínia. Segons el cens del 2000 tenia 7.719 habitants.

## Demografia
Segons el cens del 2000, Sudley tenia 7.719 habitants, 2.640 habitatges, i 1.998 famílies. La densitat de població era de 1.910,5 habitants per km².
Dels 2.640 habitatges en un 41,5% hi vivien nens de menys de 18 anys, en un 59,1% hi vivien parelles casades, en un 11,8% dones solteres, i en un 24,3% no eren unitats familiars. En el 16,7% dels habitatges hi vivien persones soles el 2,6% de les quals corresponia a persones de 65 anys o més que vivien soles. El nombre mitjà de persones vivint en cada habitatge era de 2,92 i el nombre mitjà de persones que vivien en cada família era de 3,3.
Per edats la població es repartia de la següent manera: un 29,1% tenia menys de 18 anys, un 8,7% entre 18 i 24, un 35,1% entre 25 i 44, un 22,4% de 45 a 60 i un 4,7% 65 anys o més.
L'edat mediana era de 32 anys. Per cada 100 dones de 18 o més anys hi havia 97,7 homes.
La renda mediana per habitatge era de 67.033 $ i la renda mediana per família de 67.246 $. Els homes tenien una renda mediana de 46.196 $ mentre que les dones 32.038 $. La renda per capita de la població era de 26.322 $. Entorn del 3,3% de les famílies i el 4,1% de la població estaven per davall del llindar de pobresa.

## Poblacions més properes
El següent diagrama mostra les poblacions més properes.